# 北岗乡
北岗乡，是中华人民共和国黑龙江省鹤岗市绥滨县下辖的一个乡镇级行政单位。

## 行政区划
北岗乡下辖以下地区：
永祥村、建设村、北岗村、仁合村、永利村、永昌村、永泰村、永生村、火犁村、永德村、永乐村、永顺村和永成村。